# باشگاه فوتبال لیورپول در فصل ۲۴–۲۰۲۳
در فصل ۲۴–۲۰۲۳، باشگاه فوتبال لیورپول ۱۳۲ اُمین فصل خود را سپری می‌کند که ۶۲ اُمین حضور متوالی سرخ‌ها در فوتبال جزیره است. این باشگاه در فصل جاری در مسابقات لیگ‌برتر، جام حذفی، جام اتحادیه و لیگ اروپا شرکت خواهد کرد.
در ابتدای فصل ۲۴–۲۰۲۳، شاهد جدایی چهار بازیکن نامدار از باشگاه لیورپول بودیم که مدت طولانی در تیم حضور داشتند که شامل روبرتو فیرمینو، الکس چمبرلین، جیمز میلنر و نبی کیتا است. همچنین اولین فصلی‌است که کاپیتان جوردن هندرسون در باشگاه حضور ندارد؛ زیرا او تصمیم گرفت که در کشور عربستان به فوتبال خود ادامه دهد.

## بازیکنان
| ش.          | نام بازیکن                         | ملیت          | تاریخ تولد (سن)         | باشگاه قبلی        | بازی        | گل          | پاس گل      |
| دروازه‌بانان | دروازه‌بانان                        | دروازه‌بانان   | دروازه‌بانان             | دروازه‌بانان        | دروازه‌بانان | دروازه‌بانان | دروازه‌بانان |
| ----------- | ---------------------------------- | ------------- | ----------------------- | ------------------ | ----------- | ----------- | ----------- |
| ۱           | آلیسون (کاپیتان چهارم)             | برزیل         | ۲ اکتبر ۱۹۹۲ ‏(۳۲ سال)   | آ.اس. رم           | ۲۳۱         | ۱           | ۳           |
| ۱۳          | آدریان                             | اسپانیا       | ۳ ژانویهٔ ۱۹۸۷ ‏(۳۸ سال)  | وستهام یونایتد     | ۲۶          | ۰           | ۰           |
| ۴۵          | مارسلو پیتالوگا                    | برزیل         | ۲۰ دسامبر ۲۰۰۲ ‏(۲۲ سال) | فلومیننزه          | ۰           | ۰           | ۰           |
| ۶۲          | کائویمین کلهر                      | جمهوری ایرلند | ۲۳ نوامبر ۱۹۹۸ ‏(۲۶ سال) | آکادمی             | ۲۱          | ۰           | ۰           |
| مدافعان     |                                    |               |                         |                    |             |             |             |
| ۲           | جو گومز                            | انگلستان      | ۲۳ مهٔ ۱۹۹۷ ‏(۲۷ سال)     | چارلتون اتلتیک     | ۱۷۳         | ۰           | ۶           |
| ۴           | ویرجیل فن دایک ()                  | هلند          | ۸ ژوئیهٔ ۱۹۹۱ ‏(۳۳ سال)   | ساوت‌همپتون         | ۲۲۲         | ۱۹          | ۷           |
| ۵           | ابراهیما کوناته                    | فرانسه        | ۲۵ مهٔ ۱۹۹۹ ‏(۲۵ سال)     | لایپزیش            | ۵۳          | ۳           | ۱           |
| ۲۱          | کاستاس سیمیکاس                     | یونان         | ۱۲ مهٔ ۱۹۹۶ ‏(۲۸ سال)     | المپیاکوس          | ۶۱          | ۰           | ۱۲          |
| ۲۶          | اندرو رابرتسون (کاپیتان سوم)       | اسکاتلند      | ۱۱ مارس ۱۹۹۴ ‏(۳۱ سال)   | هال سیتی           | ۲۶۷         | ۸           | ۶۳          |
| ۳۲          | ژوئل متیپ                          | کامرون        | ۸ اوت ۱۹۹۱ ‏(۳۳ سال)     | شالکه ۰۴           | ۱۸۷         | ۱۱          | ۶           |
| ۴۷          | ناتانیل فیلیپس                     | انگلستان      | ۲۱ مارس ۱۹۹۷ ‏(۲۸ سال)   | آکادمی             | ۲۹          | ۱           | ۱           |
| ۶۶          | ترنت الکساندر-آرنولد (کاپیتان دوم) | انگلستان      | ۷ اکتبر ۱۹۹۸ ‏(۲۶ سال)   | آکادمی             | ۲۷۳         | ۱۶          | ۷۱          |
| هافبک‌ها     |                                    |               |                         |                    |             |             |             |
| ۶           | تیاگو آلکانتارا                    | اسپانیا       | ۱۱ آوریل ۱۹۹۱ ‏(۳۴ سال)  | بایرن مونیخ        | ۹۷          | ۳           | ۶           |
| ۸           | دومینیک سوبوسلائی                  | مجارستان      | ۲۵ اکتبر ۲۰۰۰ ‏(۲۴ سال)  | لایپزیش            | ۰           | ۰           | ۰           |
| ۱۰          | الکسیس مک الیستر                   | آرژانتین      | ۲۴ دسامبر ۱۹۹۸ ‏(۲۶ سال) | برایتون            | ۰           | ۰           | ۰           |
| ۱۷          | کورتیس جونز                        | انگلستان      | ۳۰ ژانویهٔ ۲۰۰۱ ‏(۲۴ سال) | آکادمی             | ۹۷          | ۱۱          | ۱۰          |
| ۱۹          | هاروی الیوت                        | انگلستان      | ۴ آوریل ۲۰۰۳ ‏(۲۲ سال)   | فولام              | ۶۶          | ۶           | ۳           |
| ۴۳          | استفان بایچتیچ                     | اسپانیا       | ۲۲ اکتبر ۲۰۰۴ ‏(۲۰ سال)  | سلتاویگو           | ۱۹          | ۱           | ۰           |
| مهاجمان     |                                    |               |                         |                    |             |             |             |
| ۷           | لوئیز دیاز                         | کلمبیا        | ۱۳ ژانویهٔ ۱۹۹۷ ‏(۲۸ سال) | پورتو              | ۴۷          | ۱۱          | ۶           |
| ۹           | داروین نونیز                       | اروگوئه       | ۲۴ ژوئن ۱۹۹۹ ‏(۲۵ سال)   | بنفیکا             | ۴۲          | ۱۵          | ۴           |
| ۱۱          | محمد صلاح                          | مصر           | ۱۵ ژوئن ۱۹۹۲ ‏(۳۲ سال)   | آ.اس. رم           | ۳۰۵         | ۱۸۶         | ۷۴          |
| ۱۸          | کودی گاکپو                         | هلند          | ۷ مهٔ ۱۹۹۹ ‏(۲۵ سال)      | پی‌اس‌وی آیندهوون    | ۲۶          | ۷           | ۲           |
| ۲۰          | دیوگو ژوتا                         | پرتغال        | ۴ دسامبر ۱۹۹۶ ‏(۲۸ سال)  | ولورهمپتون واندررز | ۱۱۳         | ۴۱          | ۱۵          |